# Julia Baltes

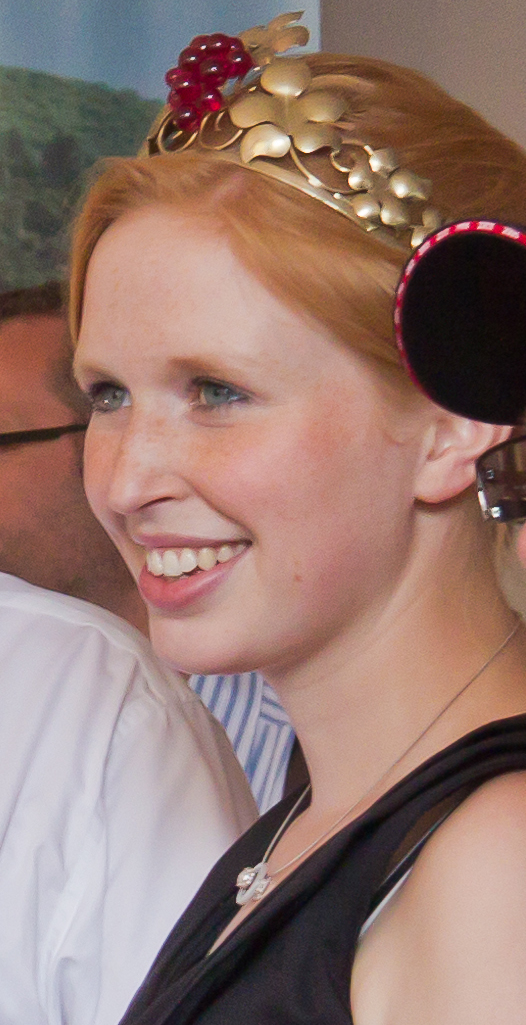
Julia Bertram noch als Ahr-Weinkönigin 2011

Julia Baltes (geborene Bertram; * 24. Dezember 1989 in Dernau) aus Dernau im Weinanbaugebiet Ahr ist eine deutsche Winzerin und ehemalige Deutsche Weinkönigin. Sie ist Eigentümerin der Dernauer Weingutes Bertram–Baltes (ehemals Julia Bertram).

## Leben
Julia Bertram besuchte zunächst die Grundschule St. Martin in Dernau und nachfolgend das Gymnasium Kloster Kalvarienberg in Bad Neuenahr-Ahrweiler. Am Kalvarienberg legte sie auch das Abitur  ab, um im Anschluss 2009 ein sechsmonatiges Praktikum im Weingut des Dernauer Winzers Werner Näkel zu absolvieren. Im Rahmen der 2010 erstmals ausgestrahlten Fernsehsendung Die Ahr – Genuss am Fluss aus der Reihe des WDR-Reisemagazins Wunderschön! stellte sie dann im Folgejahr Stefan Pinnow in Co-Moderation mit Bernd Stelter, neben den Töchtern von Näkel, Meike und Dörte auch Julia Bertram als Jung-Winzerin vor.
Nach dem Praktikum bei Näkel studierte Julia Bertram bis zu ihrer Wahl zur Deutschen Weinkönigin Weinbau und Önologie in Geisenheim. 2012 erwarb sie den Titel „Bachelor of Science“ in diesem Studiengang. Ursprünglich hatte sie zum Ziel an ihren Bachelor in Weinbau und Önologie ein Master-Studium der Internationalen Weinwirtschaft, ebenfalls in Geisenheim, anzuschließen. Nach ihrer Amtszeit als Deutsche Weinkönigin mit 250 Terminen binnen weniger als einem Jahr, die sie nicht nur in die deutschen Weinanbaugebiete, sondern auch zu einer Weinprobe in das Europaparlament, nach Kanada oder China führte, stellte sie jedoch für sich fest: „Internationale Weinwirtschaft habe ich ein Jahr in Praxis gemacht, das muss ich nicht mehr studieren.“
Vom 10. Juni 2011 bis zum September 2012 war sie Gebietsweinkönigin an der Ahr, bevor sie sich zur Wahl der deutschen Weinkönigin stellte. Am 29. September 2012 wurde sie dabei in Neustadt an der Weinstraße als Nachfolgerin von Annika Strebel aus dem Weinanbaugebiet Rheinhessen zur 64. Deutschen Weinkönigin gewählt. Als Weinprinzessinnen standen ihr während ihrer zwölfmonatigen Amtszeit Natalie Henninger aus Baden und Anna Hochdörffer aus der Pfalz zur Seite.
Als Betriebsleiterin und Kellermeisterin begann Julia Bertram noch während ihrer Amtszeit als Deutsche Weinkönigin ihren ersten Wein abzufüllen. Dabei erfolgten Verarbeitung und Abfüllung zunächst in dem Betrieb ihres späteren Ehemannes Benedikt Baltes, der in Klingenberg am Main das Weingut Benedikt Baltes führte.
Bereits vor ihrer Heirat erarbeitete sich Julia Baltes mit dem nach ihrem Geburtsnamen Julia Bertram benannten Weingut „einen hervorragenden Ruf“, zudem verhalf auch der Titel als Deutsche Weinkönigin dazu, dass er zu „einer Art Marke“ wurde. In der Konsequenz blieb auch nach der Heirat der Name des Weingutes Julia Bertram bestehen. Aus den Weingütern Julia Bertram und Benedikt Baltes entstand im Frühjahr 2020 das Weingut Bertram-Baltes.

## Weingut Julia Bertram bzw. Bertram–Baltes
2014 kreierte Julia Baltes geb. Bertram in Dernau ihre erste eigene Weinlinie, bei einer Anbaufläche von zunächst 1,4 Hektar. Nach der Übernahme des von ihrer Mutter Andrea Bertram geb. Sebastian und ihrer Tante Ricarda Sebastian geführten, 1910 durch Gottfried Sebastian gegründeten elterlichen Weinguts Ernst Sebastian im Jahr 2017, bewirtschaftete Julia Baltes 4,5 Hektar überwiegend mit dem Anbau von Spätburgunder. Die Jahresproduktion umfasste bei dem Jahrgang 2017 rund 25.000 Flaschen, bei dem 2019er etwa 35.000 Flaschen. Nachdem Julias aus einem Mayschosser Weinbaubetrieb stammender Ehemann Benedikt Baltes seine Anteile in Klingenberg veräußerte und dort seit dem 1. September 2019 nur mehr beratend mitwirkt, konzentriert das Winzerehepaar auf die Entwicklung des Dernauer Weinguts. Der Gault&Millau Weinguide Deutschland 2020 führt das Weingut Julia Bertram mit drei roten Trauben unter den besten der „Sehr guten Weingüter in Deutschland“. Eichelmann Deutschlands Weine 2020 zählt das Weingut mit 3 ½ Sternen zu den „Hervorragenden Erzeugern“. 2019 stellte Julia Baltes das Weingut auf ökologischen Anbau um. Das seit 2020 unter Bertram–Baltes firmierende Weingut bewirtschaftet inzwischen 7 Hektar Anbaufläche.
Die Flutkatastrophe vom 15. Juli 2021 traf auch Julia und Benedikt Baltes mit großer Härte. „Wir gehen davon aus, dass kein einziges Fass, kein Tank und nahezu kein Flaschenwein mehr da ist“ äußerte Julia Baltes in einem Interview wenige Tage nach der Flutnacht. Die im Recher Weingut Jakob Sebastian angemieteten Kellerräume wurden durch die Wassermassen zerstört. Und weiter: „Im Stammlager Dernau haben wir ein paar Flaschen retten können, die jetzt etwas Patina haben.“
Mit großer Unterstützung durch auswärtige Helfer aber auch innerhalb der deutschen wie internationalen Winzergemeinde gelang es wider erwarten die Traubenlese im Herbst 2021 in neuen Räumlichkeiten (eines Winzers der als Konsequenz aus der Flut seinen Betrieb aufgab) einzubringen und zu verarbeiten. Der Ertrag war der kleinste seit Gründung des Weinguts 1910, die starken Niederschläge und durch die Flut geschädigte Weinbergslagen wirkten sich negativ aus. Ein Hektar Weinberg geriet in Totalverlust. „Praktisch ist der Großteil des Flaschenweinbestandes des 2019er Jahrgangs und über 90% des Jahrgangs 2020, der noch in den Fässern lag, mitsamt allen Vorräten, Geräten, Boxen und Inventar ganz weg oder zerstört. Die Räumlichkeiten nicht mehr nutzbar. Viele Hundert Magnum- und Großflaschen aus der Schatzkammer waren in dem Gebäudeteil der weggerissen wurde und sind unwiederbringlich zerstört.“
Als im November 2021 die 2022er Ausgabe des Eichelmann Deutschlands Weine erschien, führte diese das Weingut mit nunmehr 4 Sternen und hob hervor, das die 2019er Früh- und Spätburgunder bei Blindverkostungen auf Anhieb als „Bertram-Baltes“ erkennbar seien. Der Schlusssatz der Bewertung ist in Verbindung mit den Verlusten aus dem Juli 2021 zu lesen: „Gute Haltbarkeit versprechen alle!“
Julia Baltes pflegt Rebstöcke in verschiedenen Lagen im Bereich der Gemeinden Dernau (Burggarten, Goldkaul, Hardtberg, Pfarrwingert und Schieferlay), Mayschoß (Mönchberg) sowie der Stadt Bad Neuenahr-Ahrweiler. In letzterer sind dies die Lagen Trotzenberg in Marienthal, Kirchtürmchen und Sonnenberg in Bad Neuenahr sowie Daubhaus, Forstberg und Rosenthal in Ahrweiler.